# Salignac (Gironde)
Salignac is een plaats en voormalige gemeente in het Franse departement Gironde in de regio Nouvelle-Aquitaine en telt 1134 inwoners (1999).

## Geschiedenis
Salignac viel onder het kanton Saint-André-de-Cubzac tot het op 22 maart 2015 werd opgeheven en de gemeenten werden opgenomen in het op die dag gevormde kanton Le Nord-Gironde. Op 1 januari 2016 fuseerde de gemeente met Aubie-et-Espessas en Saint-Antoine tot de huidige gemeente Val de Virvée. Deze gemeente maakt deel uit van het arrondissement Blaye

## Geografie
De oppervlakte van Salignac bedraagt 13,1 km², de bevolkingsdichtheid is 86,6 inwoners per km².
De onderstaande kaart toont de ligging van Salignac (Gironde) met de belangrijkste infrastructuur en aangrenzende gemeenten.

## Demografie
Onderstaande figuur toont het verloop van het inwonertal.
Aubie · Saint-Antoine · Saint-Pierre d'Espessas · Salignac